# Гіпотези Вейля
Гіпотези Вейля - математичні гіпотези про локальні дзета-функції проєктивних многовидів над скінченними полями.
Гіпотези Вейля стверджують, що локальні дзета-функції мають бути раціональними, задовольняти функціональному рівнянню, а їх нулі лежати на критичних прямих. Останні 2 гіпотези аналогічні гіпотезі Рімана для дзета-функції Рімана.
Гіпотези в загальному вигляді сформулював Андре Вейль 1949 року, раціональність довів Бернард Дворк 1960 року, функціональне рівняння — Олександр Гротендік 1965 року, аналог гіпотези Рімана — П'єр Делінь 1974 року.

## Формулювання гіпотез Вейля
Нехай {\displaystyle X} — неособливий {\displaystyle n}-вимірний проєктивний алгебричний многовид над скінченним полем {\displaystyle \mathbb {F} _{q}}. Його конгруенц-дзета-функція визначається як
{\displaystyle Z(X,\;T)=\exp \left(\sum \limits _{k=1}^{\infty }{\frac {N_{k}}{k}}T^{k}\right),}
де {\displaystyle N_{k}} — число точок {\displaystyle X} над {\displaystyle k}-вимірним розширенням {\displaystyle \mathbb {F} _{q^{k}}} поля {\displaystyle \mathbb {F} _{q}}. Локальна дзета-функція {\displaystyle \zeta (X,\;s)=Z(X,\;q^{-s})}.
Гіпотези Вейля стверджують таке:
1. (Раціональність) {\displaystyle Z(X,\;T)} є раціональною функцією {\displaystyle T}. Точніше, {\displaystyle Z(X,\;T)} можна подати у вигляді скінченного добутку
{\displaystyle Z(X,T)=\prod \limits _{i=0}^{2n}P_{i}(T)^{(-1)^{i+1}}={\frac {P_{1}(T)\cdot \ldots \cdot P_{2n-1}(T)}{P_{0}(T)\cdot \ldots \cdot P_{2n}(T)}},}
де кожен {\displaystyle P_{i}(T)} — многочлен з цілими коефіцієнтами. Причому {\displaystyle P_{0}(T)=1-T,\;P_{2n}(T)=1-q^{n}T}, а для всіх {\displaystyle i\colon 1\leqslant i\leqslant 2n-1} {\displaystyle P_{i}(T)=\prod \limits _{j}(1-\alpha _{ij}T)} над {\displaystyle \mathbb {C} }, а {\displaystyle \alpha _{ij}} — деякі цілі алгебричні числа.
2. (Функціональне рівняння і двоїстість Пуанкаре) Дзета-функція задовольняє співвідношенню
{\displaystyle \zeta (X,\;n-s)=\pm q^{{\frac {nE}{2}}-Es}\zeta (X,\;s)}
або, еквівалентно,
{\displaystyle Z\left(X,\;{\frac {1}{q^{n}T}}\right)=\pm q^{nE/2}T^{E}Z(X,\;T),}
де {\displaystyle E} — ейлерова характеристика {\displaystyle X} (індекс самоперетину діагоналі {\displaystyle \Delta (X)} в {\displaystyle X\times X}).
3. (Гіпотеза Рімана) для всіх {\displaystyle i,\;j} {\displaystyle |\alpha _{i}|=q^{i/2}}. Звідси випливає, що всі нулі {\displaystyle P_{k}(q^{-s})} лежать на «критичній прямій» {\displaystyle \operatorname {Re} s=k/2}.
4. (Числа Бетті) Якщо {\displaystyle X} є хорошою редукцією за модулем {\displaystyle p} неособливого проєктивного многовиду {\displaystyle Y}, визначеного над деяким числовим полем, вкладеним у поле комплексних чисел, то степінь {\displaystyle \deg P_{i}=\beta _{i}(Y)}, де {\displaystyle \beta _{i}} — число Бетті простору комплексних точок {\displaystyle Y}.